# Цинкография
Цинкография е метод за създаване на фотоизображения върху метална цинкова плочка посредством фотохимични процеси. Полученото върху плочата изображение по-късно се използва за създаване на голям брой печатни копия върху хартия и други меки материали. Цинкографията е била основният метод за печатане на сложни изображения в книги и вестници преди появата на съвременните принтери и фототехника.